# Jaboukie Young-White
Jaboukie Young-White est un acteur et humoriste américain né le 24 juillet 1994 à Harvey en Illinois.

## Filmographie

### Cinéma
- 2015 : Rooftops and Fire Escapes : l'invité à la fête
- 2017 : Black Tylenol : Martin
- 2017 : Pire Soirée : Borat
- 2018 : Sneakers
- 2018 : Petits coups montés : l'assistant d'Alex
- 2018 : Ralph 2.0 : McNeely
- 2019 : Vanilla : Garret
- 2019 : Quelqu'un de bien : Mikey
- 2021 : Dating and New York : Milo Marks
- 2021 : Nos âmes d'enfants : Fern
- 2022 : Avalonia, l'étrange voyage : Ethan Clade
- 2025 : Companion de Drew Hancock : Teddy
- 2025 : Golden de Michel Gondry

### Télévision
- 2017 : Aka Wyatt Cenac : Corey (6 épisodes)
- 2018-2019 : The Daily Show : plusieurs personnages (7 épisodes)
- 2019 : Big Mouth (1 épisode)
- 2020 : BoJack Horseman (2 épisodes)
- 2020-2021 : Awkwafina Is Nora from Queens : Daniel (3 épisodes)
- 2021-2022 : Fairfax : Truman, EMTIT et autres personnages (15 épisodes)
- 2021-2022 : Only Murders in the Building : Sam (5 épisodes)
- 2022 : Battle Kitty : plusieurs personnages (7 épisodes)
- 2022 : Baymax! : Mbita (2 épisodes)
- 2022 : Rap Sh!t : François Boom (4 épisodes)
- 2022 : The Great North : Holden (1 épisode)